# Rochefortia compressa
Rochefortia compressa är en musselart som beskrevs av Dall 1913. Rochefortia compressa ingår i släktet Rochefortia och familjen Lasaeidae. Inga underarter finns listade i Catalogue of Life.